# 약한 신학
약한 신학(Weak theology)이란 자크 데리다(Jacques Derrida)의 해체적 사고에 영향을 받은 포스트모던 신학의 한 분야인데, 데리다는 약한 힘을 도덕적 경험으로 서술한다. 약한 신학은 하나님은 강압적인 물리적 혹은 형이상학적 힘을 가진 존재라는 것을 거부하는 신학이다. 따라서 하나님은 어떠한 힘도 행사하지 않고 조건없이 주장하신다고 한다. 강제성을 배제한 요구자로서 약한 신학의 하나님은 본질적으로 간섭하지 않는다. 결과적으로 약한 신학은 여기에 지금 이 세상에서 인간의 책임있는 행동을 강조한다. 존 D. 카푸토(John D. Caputo)가 이 운동의 유명한 옹호자이다.

## 같이 보기
- 포스트모던 신학

- 포스트모더니즘

- 존 D. 카푸토